# Llavor (1935)

Llavor va ser una publicació mensual acadèmica en català editada a Igualada l'any 1935.

## Descripció
Portava el subtítol «Labor omnia vincit».
L'editava la cooperativa l'Acadèmia Cots i tenia la redacció i l'administració al carrer d'Òdena, núm. 30. El núm. 1 el va imprimir la impremta Codorniu, tenia quatre pàgines i un format de 32 x 22 cm. El núm. 2 va sortir del taller de Pere Bas, estamper, tenia vuit pàgines i un format de 27,5 x 21,5 cm. El primer número va sortir el mes d'abril de 1935 i el segon i últim, el maig del mateix any.

## Continguts
A l'article de presentació deien «Tots quants tinguin una idea que l'exposin, s'acollirà amb tota benevolença. Amb entusiasme, amb iniciatives, amb companyonia es pot arribar a fer d'aquest butlletí un òrgan de cultura que sia per a bé de tots. Però no oblideu, abans de què mori, mateu-lo».
La confeccionaven els alumnes de Peritatge Mercantil, que hi escrivien articles sobre comerç, economia política, costums i manifestacions culturals. També hi havia notícies curtes sobre les activitats acadèmiques.
Alguns dels col·laboradors van ser: J. Ramon S., Maria Bertran Tussal, R. Gabarró, J. Clotet, M. Nadal, i J. Miró.

## Localització
- Biblioteca Central d'Igualada. Plaça de Cal Font. Igualada (col·lecció completa).